# Dietmar Schulz
Dietmar Schulz (ur. 21 października 1939, zm. 25 listopada 1963 w Berlinie) – ofiara śmiertelna Muru Berlińskiego, zmarła tragicznie wskutek wypadku podczas próby ucieczki z NRD do Berlina Zachodniego.

## Życiorys
Dietmar Schulz mieszkał razem z narzeczoną we wschodnioberlińskim okręgu Pankow niedaleko granicy z Berlinem Zachodnim. Wieczorem 25 listopada 1963 r. będąc pod wpływem alkoholu opuścił znajdujące się przy ulicy Gaillardstraße mieszkanie, po czym udał się do pasa umocnień granicznych. Jako że już kilka miesięcy wcześniej zwierzał się z planów ucieczki, podjął decyzję o przedostaniu się na teren leżącej za umocnieniami zachodnioberlińskiej dzielnicy Wedding. Jak później ustalono, w celu znalezienia dogodnego miejsca podążył ku nasypowi kolejki miejskiej S-Bahn, usytuowanemu pomiędzy stacjami Berlin-Pankow i Berlin Schönhauser Allee. Odcinek ów przebiegał częściowo w pobliżu mostu Bösebrücke, znajdując się tym samym bezpośrednio w pasie granicznym. Dietmar Schulz pokonał przypuszczalnie bezproblemowo pierwszy z płotów zabezpieczających, około godziny 21:20 znaleziony jednak został z rozległymi obrażeniami głowy na torowisku w odległości ok. 40 metrów na południe od ulicy Maximilianstraße, co wyraźnie sugerować mogło potrącenie przez przejeżdżającą kolejkę S-Bahn. Krótko po przewiezieniu do szpitala Krankenhaus der Volkspolizei ranny Schulz zmarł. W ocenie władz NRD przypadek sklasyfikowano jako wypadek ze skutkiem śmiertelnym powierzając dalsze dochodzenie organom Transportpolizei.
Po pogrzebie narzeczona ofiary nawiązała kontakt z mieszkańcem Berlina Zachodniego, który zgłosił przypadek tamtejszym władzom. Wskutek niniejszego meldunku w kwietniu 1964 r. śledztwo w sprawie rozpoczęły organa centralnej rejestracji zarządu sądownictwa rejonowego w Salzgitter. Po zjednoczeniu Niemiec prowadzone w 1991 r. przez prokuraturę państwową dochodzenie wykluczyło jednak jakąkolwiek winę służb mundurowych NRD.
Nazwisko ofiary umieszczone zostało na głazie pamiątkowym ku czci ofiar Muru Berlińskiego przy zbiegu ulic Swinemünder Straße i Bernauer Straße. Poświęcono jej również tzw. „okienko” ze zdjęciem w usytuowanym nieopodal miejscu pamięci Gedenkstätte Berliner Mauer.